# Oscar Tengström
Oscar Alexander Tengström, ursprungligen Tukiainen, född den 8 november 1887 i Helsingfors, död där den 18 juli 1960, var en finländsk skådespelare, regissör och teaterchef. Han var från 1915 gift med skådespelerskan Eja Tengström.
Tengström var son till teknikern Anders Tukiainen och Johanna Tengström. Han studerade skådespeleri 1910–1912 och verkade vid Svenska Teatern i Helsingfors 1912–1920. Han ledde huvudstadens operetteater 1920 och övergick året därpå till Åbo Svenska Teater, där han både verkade som skådespelare och regissör. Tio år senare återvände han till Svenska Teatern. 1940 grundade han tillsammans med hustrun Eja Lilla Teatern, vilken han ledde i 15 år. Åren 1913–1947 medverkade Tengström i flera filmer och tilldelades 1952 Pro Finlandia-medaljen.

## Teater

### Roller
| År   | Roll                                       | Produktion                                                                           | Regi            | Teater                       |
| ---- | ------------------------------------------ | ------------------------------------------------------------------------------------ | --------------- | ---------------------------- |
| 1916 | Pali Rácz, violinist                       | Violinkungen (Der Zigeunerprimas) Emmerich Kálmán, Fritz Grünbaum och Julius Wilhelm | Arthur Rehn     | Svenska Teatern, Helsingfors |
| 1917 | Franz Schubert                             | Jungfruburen (Das Dreimäderlhaus) Alfred Maria Willner och Heinz Reichert            |                 | Svenska Teatern, Helsingfors |
| 1927 | Hassing, fabrikör                          | Brännmärkt (Under værgeraadet) Christian Gjerløv                                     | Oscar Tengström | Åbo Svenska Teater           |
| 1928 | Kreon, konung av Thebe                     | Antigone (Ἀντιγόνη, Antigone) Sofokles                                               | Oscar Tengström | Åbo Svenska Teater           |
| 1928 | Mansky                                     | Komedin på slottet (Spiel im Schloss ) Ferenc Molnár                                 | Oscar Tengström | Åbo Svenska Teater           |
| 1928 | Gamle Ekdal                                | Vildanden Henrik Ibsen                                                               | Oscar Tengström | Åbo Svenska Teater           |
| 1928 | Maurice Meister                            | Mysteriet Milton (The Ringer) Edgar Wallace                                          | Oscar Tengström | Åbo Svenska Teater           |
| 1928 | Vasfolk                                    | Brudstugan En resande                                                                | Oscar Tengström | Åbo Svenska Teater           |
| 1928 | George Grafton                             | Bättre folk (The Best People) Avery Hopwood och David Gray                           | Oscar Tengström | Åbo Svenska Teater           |
| 1928 | Teaterchefen                               | Hokus pokus (Hokuspokus) Curt Goetz                                                  | Oscar Tengström | Åbo Svenska Teater           |
| 1929 | Gustav Vasa                                | Gustav Vasa August Strindberg                                                        | Oscar Tengström | Åbo Svenska Teater           |
| 1929 | Hans Gustaf von Hauswolff                  | Sveaborg Ture Janson                                                                 | Oscar Tengström | Åbo Svenska Teater           |
| 1929 | Austen Jeffreis, direktör i juvelerarfirma | Sista slöjan (The Ruby of the Black Prince) Gustav Beer                              | Oscar Tengström | Åbo Svenska Teater           |
| 1929 | Selby Clive                                | Mannen som bytte namn (The Man Who Changed His Name) Edgar Wallace                   | Oscar Tengström | Åbo Svenska Teater           |
| 1929 | Osborne                                    | Männen vid fronten (Journey's End) Robert Cedric Sheriff                             | Oscar Tengström | Åbo Svenska Teater           |
| 1929 | Jonathan Jeremiah Peachum                  | Tiggaroperan (Die Dreigroschenoper) Bertolt Brecht och Kurt Weill                    | Oscar Tengström | Åbo Svenska Teater           |
| 1930 | Dogen av Venedig                           | Köpmannen i Venedig (The Merchant of Venice) William Shakespeare                     | Oscar Tengström | Åbo Svenska Teater           |
| 1930 | Furst Sergej Dimitrijevitj Obreskov        | Det levande liket (Живой труп, Zivoj trup) Lev Tolstoj                               | Oscar Tengström | Åbo Svenska Teater           |
| 1930 | Francis Keating (Inhopp)                   | Ungkarlspappan The Bachelor Father Edward Childs Carpenter                           | Oscar Tengström | Åbo Svenska Teater           |
| 1930 |                                            | § 193 (Storken) Thit Jensen                                                          | Oscar Tengström | Åbo Svenska Teater           |
| 1930 | Napoleon                                   | Napoleon ingriper (Napoleon greift ein) Walter Hasenclever                           | Oscar Tengström | Åbo Svenska Teater           |
| 1931 | Doktor Berenyi                             | Fyra herrar i frack László Lakatos                                                   | Oscar Tengström | Åbo Svenska Teater           |
| 1931 |                                            | Diktatorn (Le Dictateur) Jules Romains                                               | Konni Wetzer    | Åbo Svenska Teater           |
| 1931 | Sir Hercules Hewitt, amiral                | Amiralen kommer (The Middle Watch) Ian Hay och Stephen King-Hall                     | Oscar Tengström | Åbo Svenska Teater           |
| 1931 | Scrubby                                    | Till främmande hamn (Outward Bound) Sutton Vane                                      | Oscar Tengström | Åbo Svenska Teater           |
| 1931 | Överste Christoffer Toll                   | Galgmannen Runar Schildt                                                             | Oscar Tengström | Åbo Svenska Teater           |
| 1931 | André de Landal                            | En herre i frack (The Man in Dress Clothes) Seymour Hicks                            | Oscar Tengström | Åbo Svenska Teater           |
| 1932 | Peter Mack                                 | Svarta pärlor (Die Perlenkomödie) Bruno Frank                                        | Oscar Tengström | Åbo Svenska Teater           |
| 1932 | Ola i Gyllby, förmögen bonde               | Värmlänningarna Fredrik August Dahlgren och Andreas Randel                           |                 | Åbo Svenska Teater           |
| 1932 | Kaptenen                                   | Med ödet ombord Alfred Anderssén                                                     | Oscar Tengström | Åbo Svenska Teater           |
| 1932 | Wu Li Chang, mandarin                      | Mr Wu Harry M. Vernon och Harald Owen                                                | Oscar Tengström | Åbo Svenska Teater           |
| 1938 | Napoleon                                   | Madame Sans-Gêne Victorien Sardou och Émile Moreau                                   | Mia Backman     | Svenska Teatern, Helsingfors |
| 1940 | Selby Clive                                | Mysteriet Sanderby (The Man Who Changed His Name) Edgar Wallace                      | Oscar Tengström | Lilla Teatern, Helsingfors   |
| 1941 | Rolf Swedenhielm, Sr.                      | Swedenhielms Hjalmar Bergman                                                         | Annie Sundman   | Lilla Teatern, Helsingfors   |

### Regi
| År   | Produktion                                         | Upphovsmän                                                               | Teater                     |
| ---- | -------------------------------------------------- | ------------------------------------------------------------------------ | -------------------------- |
| 1927 | Din nästas fästmö Just Married                     | Adelaide Matthews och Anne Nichols                                       | Åbo Svenska Teater         |
| 1927 | Värdshusvärdinnan La locandiera                    | Carlo Goldoni                                                            | Åbo Svenska Teater         |
| 1927 | Återförsäkring                                     | Ferdinand Qvist                                                          | Åbo Svenska Teater         |
| 1927 | Brännmärkt Under værgeraadet                       | Christian Gjerløv                                                        | Åbo Svenska Teater         |
| 1928 | Littowska vapnet                                   | Hjalmar Procopé                                                          | Åbo Svenska Teater         |
| 1928 | Vad varje kvinna vet What Every Woman Knows        | J. M. Barrie                                                             | Åbo Svenska Teater         |
| 1928 | Antigone Ἀντιγόνη, Antigone                        | Sofokles                                                                 | Åbo Svenska Teater         |
| 1928 | Komedin på slottet Spiel im Schloss                | Ferenc Molnár                                                            | Åbo Svenska Teater         |
| 1928 | Dollarprinsessan Die Dollarprinzessin              | Leo Fall, Alfred Maria Willner och Fritz Grünbaum                        | Åbo Svenska Teater         |
| 1928 | Vildanden                                          | Henrik Ibsen                                                             | Åbo Svenska Teater         |
| 1928 | Mysteriet Milton The Ringer                        | Edgar Wallace                                                            | Åbo Svenska Teater         |
| 1928 | Brudstugan                                         | En resande                                                               | Åbo Svenska Teater         |
| 1928 | Bättre folk The Best People                        | Avery Hopwood och David Gray                                             | Åbo Svenska Teater         |
| 1928 | Sonja                                              | Herbert Grevenius                                                        | Åbo Svenska Teater         |
| 1928 | Hokus pokus Hokuspokus                             | Curt Goetz                                                               | Åbo Svenska Teater         |
| 1928 | Livets gång The Way Things Happen                  | Clemence Dane                                                            | Åbo Svenska Teater         |
| 1929 | Gustav Vasa                                        | August Strindberg                                                        | Åbo Svenska Teater         |
| 1929 | Resan till Le Havre Mademoiselle ma mère           | Louis Verneuil                                                           | Åbo Svenska Teater         |
| 1929 | Äktenskapsprovet On Approval                       | Frederick Lonsdale                                                       | Åbo Svenska Teater         |
| 1929 | Sveaborg                                           | Ture Janson                                                              | Åbo Svenska Teater         |
| 1929 | Sista slöjan The Ruby of the Black Prince          | Gustav Beer                                                              | Åbo Svenska Teater         |
| 1929 | Mannen som bytte namn The Man Who Changed His Name | Edgar Wallace Översättning Eja Tengström                                 | Åbo Svenska Teater         |
| 1929 | En provisorisk äkta man Her Temporary Husband      | Edward A. Paulton                                                        | Åbo Svenska Teater         |
| 1929 | Männen vid fronten Journey's End                   | Robert Cedric Sheriff                                                    | Åbo Svenska Teater         |
| 1929 | Tiggaroperan Die Dreigroschenoper                  | Bertolt Brecht och Kurt Weill                                            | Åbo Svenska Teater         |
| 1929 | Liselotte Arme Ritter                              | Franz Arnold, Ernst Bach och Walter Kollo                                | Åbo Svenska Teater         |
| 1930 | Köpmannen i Venedig The Merchant of Venice         | William Shakespeare                                                      | Åbo Svenska Teater         |
| 1930 | Det levande liket Живой труп, Zivoj trup           | Lev Tolstoj                                                              | Åbo Svenska Teater         |
| 1930 | Ungkarlspappan The Bachelor Father                 | Edward Childs Carpenter                                                  | Åbo Svenska Teater         |
| 1930 | Flärd och flirt These Pretty Things                | Gertrude E. Jennings                                                     | Åbo Svenska Teater         |
| 1930 | § 193 Storken                                      | Thit Jensen                                                              | Åbo Svenska Teater         |
| 1930 | Napoleon ingriper Napoleon greift ein              | Walter Hasenclever                                                       | Åbo Svenska Teater         |
| 1930 | Min syster och jag Meine Schwester und ich         | Ralph Benatzky och Robert Blum                                           | Åbo Svenska Teater         |
| 1931 | Fyra herrar i frack                                | László Lakatos                                                           | Åbo Svenska Teater         |
| 1931 | Mors rival La Malquerida                           | Jacinto Benavente                                                        | Åbo Svenska Teater         |
| 1931 | Marius                                             | Marcel Pagnol                                                            | Åbo Svenska Teater         |
| 1931 | Amiralen kommer The Middle Watch                   | Ian Hay och Stephen King-Hall Översättning Nalle Halldén och S.S. Wilson | Åbo Svenska Teater         |
| 1931 | Till främmande hamn Outward Bound                  | Sutton Vane Översättning Carlo Keil-Möller                               | Åbo Svenska Teater         |
| 1931 | Reservoarpennan Töltőtoll                          | Ladislaus Fodor                                                          | Åbo Svenska Teater         |
| 1931 | Galgmannen                                         | Runar Schildt                                                            | Åbo Svenska Teater         |
| 1931 | En herre i frack The Man in Dress Clothes          | Seymour Hicks                                                            | Åbo Svenska Teater         |
| 1932 | Svarta pärlor Die Perlenkomödie                    | Bruno Frank                                                              | Åbo Svenska Teater         |
| 1932 | Med ödet ombord                                    | Alfred Anderssén                                                         | Åbo Svenska Teater         |
| 1932 | Mr Wu                                              | Harry M. Vernon och Harald Owen                                          | Åbo Svenska Teater         |
| 1940 | Mysteriet Sanderby The Man Who Changed His Name    | Edgar Wallace                                                            | Lilla Teatern, Helsingfors |